# 梶峰城
梶峰城（かじみねじょう）は、佐賀県多久市にあった日本の城（山城）。別名多久城（たくのじょう）。

## 概要
多久市にある標高201mの梶峰山の頂に位置する。津久井氏を祖とする多久氏は、当初南多久の館に拠ったが、建久4年（1193年）頃に多久宗直が当城と砦、居館を築いた。
以降は350年以上にわたり多久氏が居城としたが、天文13年（1544年）に龍造寺周家に攻められると当主・多久宗時は逃亡して周家が城主となった。翌14年（1545年）に有馬氏の支援を受けて多久氏が当城に復帰したが、永禄5年（1562年）に龍造寺隆信・長信に再び攻められて須古に移った。以後は長信が城主となり、天正15年（1587年）に豊臣秀吉より多久藩主に任ぜられている。やがて慶長5年（1600年）に廃され、多久藩は鍋島藩内の多久邑となった。